# Codocera tuberculata
Codocera tuberculata är en skalbaggsart som beskrevs av Medvedev och Nikolajev 1972. Codocera tuberculata ingår i släktet Codocera och familjen Ochodaeidae. Inga underarter finns listade i Catalogue of Life.